# Aeroportul Internațional St. John's
Aeroportul Internațional St. John's (IATA: YYT, ICAO: CYYT) este un aeroport din St. John's, Newfoundland și Labrador, Newfoundland și Labrador, Canada ce deservește zona St. John's, Newfoundland și Labrador. Aeroportul a fost tranzitat în 2023 de 1.260.000 de pasageri. A fost deschis în 15 decembrie 1941 și numit după zona deservită.
Situat la o altitudine de 141 m, aeroportul dispune de 3 piste. Este operat de Transport Canada⁠(d).

## Infrastructură

### Piste
Aeroportul dispune de 3 piste: 
- pista 02/20 din asfalt, cu dimensiunile 1.533 m × 32 m
- pista 11/29 din asfalt, cu dimensiunile 2.591 m × 60 m
- pista 16/34 din asfalt, cu dimensiunile 2.135 m × 58 m